# Amy Shira Teitel
Amy Shira Teitel (nascida em 7 de Março de 1986) é uma autora américa-canadina, escritora de Divulgação científica historiadora do voo espacial, Youtuber, e podcaster, mas conhecida por escrever Breaking the Chains of Gravity (Bloomsbury 2015) e seu canal no Youtube, Vintage Space. Ela também tem escrito para os The Daily Beast, National Geographic, Discovery News, Scientific American, Ars Technica, Al Jazeera English, e Popular Science. Ela é co-apresentadora para o canal online do Discovery Channel chamado DNews.
Amy refere-se a si mesma como sendo uma "professional space history nerd", e de acordo com o The Sydney Morning Herald, a popularidade de seu canal no youtube "resultou nela tornando-se numa "go-to girl" para shows de ciência na televisão."

## Carreira

### Escritora
Amy é nativa de Toronto. Seu primeiro livro foi baseado em sua pesquisa para sua dissertação de mestrado, Breaking the Chains of Gravity (Bloomsbury 2015), conta a história do programa espacial americano em seu estágio inicial. Foi seu livro de estreia e Kirkus Reviews o chamou de "uma leitura necessária para todos os interessados na história inicial da exploração espacial", Booklist o chamou de um "bom começo autoral." O livro descreve os pioneiros em foguetismo no fim dos anos 20, até a formação da NASA.
Como escritora judia, ela disse que encontrou dificuldades para escrever sobre seu herói de infância, o Wernher von Braun, que foi um Nazista e membro da SS, declarando: "Era uma questão de obter a história certa, algo pelo que sou apaixonada, mas também tinha de ter cuidado para não atrair a ira de minha família."
Há acusações de que alguns de seus primeiros textos foram plagiados.

### Vídeo e outras mídias
Ela foi co-apresentadora para o canal online DNews do Discovery Channel. Presentemente, ela apresenta um show semanal em seu canal no Youtube, Vintage Space, como também apresenta um podcast semanal do mesmo nome, que aprofundam a história do voo espacial a nível global.
- Este artigo foi inicialmente traduzido, total ou parcialmente, do artigo da Wikipédia em inglês cujo título é «Amy Shira Teitel».